# Menston
Menston är en ort och civil parish i Bradford i Storbritannien. Den ligger i grevskapet West Yorkshire och riksdelen England, i den centrala delen av landet, 280 km norr om huvudstaden London. Menston ligger 144 meter över havet och antalet invånare är 4 764.
Terrängen runt Menston är kuperad åt nordväst, men åt sydost är den platt. Runt Menston är det mycket tätbefolkat, med 1 313 invånare per kvadratkilometer. Närmaste större samhälle är Leeds, 16,5 km sydost om Menston. Trakten runt Menston består i huvudsak av gräsmarker.